# August Lenz (Fußballspieler)
August Lenz (* 29. November 1910 in Dortmund; † 5. Dezember 1988 ebenda) war ein deutscher Fußballspieler. Er war Stürmer bei Borussia Dortmund und erster deutscher Nationalspieler des Vereins.

## Lebensweg
Lenz, Spitzname „blonder August“ oder auch „der Tank“, stammte aus dem Dortmunder Norden. Für den in der Stadt ansässigen Arbeiterverein Borussia Dortmund war er bereits zu seiner Zeit als Schüler für eine Auswahlmannschaft aktiv, damals noch als Torwart. Im Jahr 1922 wurde er schließlich Mitglied im Verein. Zwischen 1930 und 1933 war Lenz erwerbslos und spielte auf der Straße Fußball. Später kam er erneut zur Borussia und hütete für deren erste Mannschaft das Tor. In einer Zeit, in der viele Mannschaften abhängig von Einzelspielern waren und an Einwechselspieler noch nicht zu denken war, fiel schließlich der Angreifer Hannes Jakubowitz aus, was „Vereinsführer“ August Busse dazu veranlasste, für Lenz als Ersatz zu plädieren. Beim 14:0 über den Stadtrivalen TBV Mengede erzielte der Aushilfsstürmer neun Tore (andere Quellen sprechen von
zehn sowie gar von zwölf), wonach er von dieser Position nicht mehr wegzudenken war.
Mit seinem Verein stieg er 1936 in die Gauliga Westfalen auf und konnte sich in seiner aktiven Zeit mit der Mannschaft in der obersten deutschen Spielklasse etablieren. Später sagte der Aufstiegsheld, jeder Spieler hätte „pro Spiel zwei Reichsmark Prämie sowie drei Mettbrötchen und zwei halbe Liter bei Trott im Umkleideraum erhalten“. Während der große Rivale Schalke 04 in allen elf Spielzeiten die Meisterschaft gewann, reichte es für Lenz und den BVB aber nur zweimal zur Vizemeisterschaft. Zwischen 1935 und 1938 lief er als erster Dortmunder Spieler für die Nationalmannschaft auf und erzielte in 14 Partien neun Tore. Aufgrund seiner mit 170 cm vergleichsweise geringen Größe war der Spieler flink, dynamisch, er konnte beidfüßig abschließen und auch bei Kopfbällen glänzen, rückblickend auf die damalige Zeit gilt er auch als „Prototyp eines Mittelstürmers“. Diese Faktoren hatten schließlich Reichstrainer Otto Nerz dazu bewogen, den jungen Dortmunder Zweitligaspieler anderen Spielern vorzuziehen. Im Anschluss an sein Debüt für die Nationalelf (einem 6:2 gegen Belgien, bei dem Lenz zweimal vor dem Tor erfolgreich war) empfingen zuhause 30.000 Anhänger die „Stürmerentdeckung des Jahres“. Später stand der Dortmunder auch neben „großen Technikern“ vom Schlag eines Ludwig Goldbrunner wie auch neben Otto Siffling auf dem Feld. Nach dem Mitwirken am 0:2 gegen Norwegen bei den Olympischen Spielen 1936 in Berlin, bei dem Adolf Hitler vorzeitig die Ehrenloge verließ, wurde er nicht mehr als Auswahlspieler berücksichtigt. Verantwortlich dafür soll aber auch die Tatsache gewesen sein, dass Nerz' Nachfolger Sepp Herberger den Spieler als „fußballerischen Ziehsohn“ seines Vorgängers ansah. Der Spieler selbst kommentierte das Spiel gegen Norwegen wie folgt: „Hätten die mich vorher nicht geschont, dann hätte ich wenigstens einmal bei den Olympischen Spielen gewonnen. Aber so...“.
Dem Historiker Rolf Fischer zufolge soll der Spieler wie ein Großteil des Vereins in der SA gewesen sein und für die Reichstagswahlen 1936 geworben haben. 1937 spielte er in einem Propagandaspiel zwischen der Nationalmannschaft und einer SA-Auswahl auf Seiten der Sturmabteilung. Am 12. August 1937 beantragte er die Aufnahme in die NSDAP und wurde rückwirkend zum 1. Mai desselben Jahres aufgenommen (Mitgliedsnummer 4.569.773). Einer Legende zufolge soll Ernst Kuzorra 1938 den damaligen Vorsitzenden des FC Schalke, Fritz Unkel, gebeten haben, Lenz nach Gelsenkirchen zu holen, was dieser jedoch aufgrund seiner Verbundenheit zum BVB nie wirklich in Erwägung zog; das Interesse der erfolgreichsten Elf jener Jahre dokumentiert jedenfalls Lenz’ fußballerische Qualität. Lenz selbst hätte sowieso „niemals daran gedacht, die Bannmeile des Borsigplatzes zu verlassen“.
Der Zweite Weltkrieg unterbrach, wie auch bei vielen anderen Spielern, Lenz’ Karriere. Im Jahr 1943 konnte er aber wieder am Ball sein und den Schwarz-Gelben im Oktober durch den einzigen Treffer den ersten Sieg über den blau-weißen Nachbarn bescheren. Nach dem Krieg konnte Lenz nochmals an seine alten Erfolge anknüpfen, spielte noch in den ersten Jahren der Oberliga West als Stammspieler für Dortmund und erzielte 32 Tore. In den Spielzeiten 1947/48 und 1948/49 errang er als Kapitän mit der Borussia die Meisterschaft in der Oberliga West, 1948 wurde er darüber hinaus mit 22 Treffern Torschützenkönig. 1949 beendete Lenz seine Karriere im Alter von 38 Jahren. Das erste Spiel einer ersten Mannschaft des BVB um die deutsche Meisterschaft (gegen den VfR Mannheim) konnte er, der zu diesem Zeitpunkt bereits eine Gaststätte führte, aufgrund dessen nur noch von der Tribüne verfolgen.

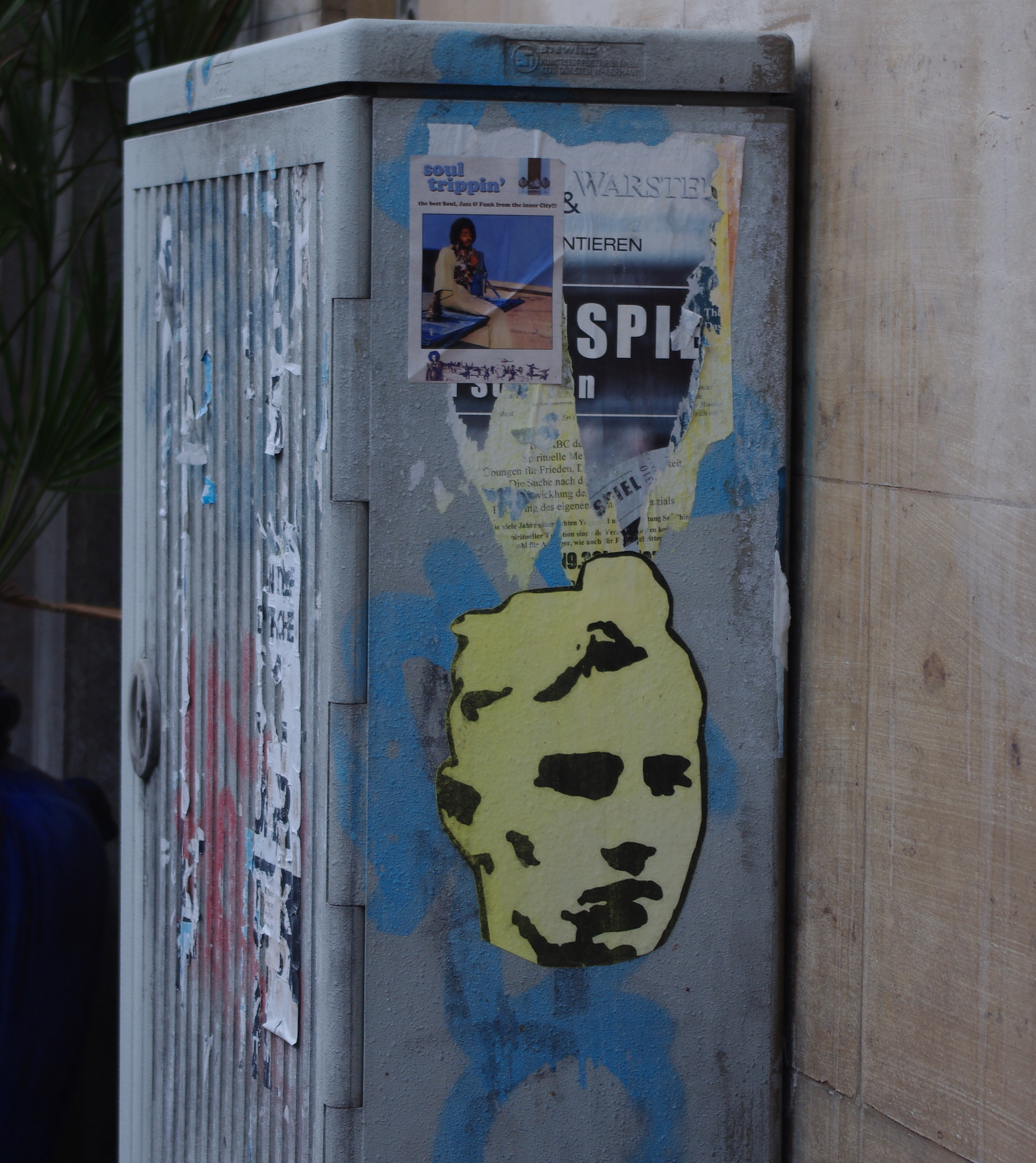
Stilisiertes Porträt von August Lenz – The-Unity-Stencil in Dortmund

Nach seiner aktiven Laufbahn betrieb Lenz 33 Jahre lang gemeinsam mit seiner Frau Mia eine Kneipe am Dortmunder Borsigplatz und blieb seinem Verein als Obmann sowie Mitglied im Ältestenrat weiter treu. Darüber hinaus war er, solange er dazu noch körperlich in der Lage war, regelmäßig im Block H des Westfalenstadions anwesend. Sein Gesicht ist heute neben dem Stadtadler mit BVB-Emblem das Logo der Dortmunder Ultra-Fangruppierung The Unity. Das Haus an der Strobelallee, welches früher als Geschäftsstelle des Vereins diente und heute eine Gaststätte beherbergt, ist ferner nach ihm benannt.
Des Weiteren wurde auch die – mittlerweile geschlossene – Stammkneipe von The Unity nach ihm benannt; sie hieß Lenz-sTUbe.
Lenz verstarb mit 78 Jahren in der Nacht zum 5. Dezember 1988.